# Viessoix
Viessoix ist eine ehemalige französische Gemeinde mit zuletzt 832 Einwohnern (Stand: 1. Januar 2013) im Département Calvados in der Region Normandie.
Am 1. Januar 2016 wurde Viessoix im Zuge einer Gebietsreform zusammen mit 13 benachbarten Gemeinden als Ortsteil in die neue Gemeinde Valdallière eingegliedert.

## Geografie
Viessoix liegt rund sieben Kilometer östlich von Vire-Normandie.

## Bevölkerungsentwicklung
| Jahr                             | 1793  | 1836  | 1876  | 1926 | 1946 | 1968 | 1990 | 2013 |
| Einwohner                        | 1.173 | 1.267 | 1.038 | 647  | 626  | 543  | 635  | 832  |
| Quelle: Cassini, EHESS und INSEE |       |       |       |      |      |      |      |      |

## Sehenswürdigkeiten
- Kirche Saint-André aus dem 12. Jahrhundert, teilweise umgebaut
- alter Bahnhof